# Attavarasjön
Attavarasjön är en sjö i Halmstads kommun i Halland och ingår i Fylleåns huvudavrinningsområde. Sjön är 9 meter djup, har en yta på 0,396 kvadratkilometer och är belägen 152 meter över havet. Sjön avvattnas av vattendraget Assman. Vid provfiske har abborre, gädda och mört fångats i sjön.

## Delavrinningsområde
Attavarasjön ingår i det delavrinningsområde (628948-134042) som SMHI kallar för Utloppet av Attavarasjön. Medelhöjden är 168 meter över havet och ytan är 6,43 kvadratkilometer. Räknas de 3 avrinningsområdena uppströms in blir den ackumulerade arean 46,5 kvadratkilometer. Assman som avvattnar avrinningsområdet har biflödesordning 2, vilket innebär att vattnet flödar genom totalt 2 vattendrag innan det når havet efter 31 kilometer. Avrinningsområdet består mestadels av skog (18 procent) och sankmarker (69 procent). Avrinningsområdet har 0,4 kvadratkilometer vattenytor vilket ger det en sjöprocent på 6,2 procent.